# SaferPass
SaferPass é um gerenciador para senhas usadas online. A empresa foi fundada no ano de 2014 para Douglas Crowley. Este arranque recebeu o apoio de investidores dos Estados Unidos, Grã-Bretanha, Israel, República Checa e Eslováquia. Em maio de 2016, recebeu um investimento de um milhão de euros para financiamento inicia.  

## Recursos
- Preenchimento automático de informações[6]
- O armazenamento de dados pessoais das contas[6]
- Secure Me[6]
- Gerador de senhas[6]
- Módulo para criar notas[7]
- Sincronizar contas em vários dispositivos[7]